# جون هارلي (لاعب كرة قدم)
جون هارلي (5 مايو 1886 بغلاسكو في المملكة المتحدة - 15 مايو 1960 في الأوروغواي) هو مدرب كرة قدم ولاعب كرة قدم أوروغواني (وحمل سابقاً جنسية المملكة المتحدة لبريطانيا العظمى وأيرلندا) في مركز الوسط. شارك مع منتخب الأوروغواي لكرة القدم. أما مع النوادي، فقد لعب مع بنيارول وفيرو كاريل أويستي.

## وصلات خارجية
- جون هارلي على موقع قاعدة بيانات كرة القدم.إي يو (الإنجليزية)
- جون هارلي على موقع ناشيونال فوتبول تيمز (الإنجليزية)
- جون هارلي على موقع عالم كرة القدم.نت (الإنجليزية)